# Minidorysthetus planipennis
Minidorysthetus planipennis är en skalbaggsart som beskrevs av Kirsch 1870. Minidorysthetus planipennis ingår i släktet Minidorysthetus och familjen Rutelidae. Inga underarter finns listade i Catalogue of Life.